# Beatriz de Hirson
Beatriz de Hirson (en francés, Béatrice d'Hirson o de Hérisson) fue una de las damas de compañía de la condesa Matilde de Artois, junto con su hermana, llamada Matilde (Mahaut, en francés) de Hirson. Era hija de Denis de Hérisson, tesorero, y sobrina de Thierry Larchier de Hirson, lugarteniente de la condesa, de Daniel de Hirson (tesorero de Matilde, y luego castellano de Arras), de Guillermo de Hirson (bailío de Arras) y de Pedro de Hirson (intendente de la condesa).

## Beatriz de Hirson enLos Reyes Malditos
En su obra Los Reyes Malditos, Maurice Druon hizo de esta oscura figura, simplemente mencionada en los archivos como parte del séquito de Matilde de Artois, una heroína perversa, una especie de Milady de la Edad Media: bella, provocadora, intrigante, sensual, inteligente, indolente, bruja, a la vez feminista "avant la lettre" y sumisa (finalmente demasiado humana en su pasión amorosa por Roberto de Artois) subrayando la complejidad de este personaje misterioso, inconscientemente inspirado por la histórica Juana de Divion.
El personaje de Beatriz fue interpretado por Catherine Rouvel en la primera versión televisiva de Los reyes malditos de 1972, y por Jeanne Balibar en la versión de Josée Dayan de 2005.